# Карен Морли
Карен Морли (енгл. Karen Morley) је била америчка глумица, рођена 12. децембра 1909. године у Отамви, а преминула 8. марта 2003. године у Лос Анђелесу.

## Филмографија
| Улоге Карен Морли |                      |               |                |          |
| Година            | Српски назив         | Изворни назив | Улога          | Напомена |
| 1932.             | Лице са ожиљком      |               | Попи           |          |
| 1940.             | Гордост и предрасуда |               | госпођа Колинс |          |